# Alouatta nigerrima
Alouatta nigerrima là một loài động vật có vú trong họ Atelidae, bộ Linh trưởng. Loài này được Lönnberg mô tả năm 1941.